# Côte d'Ambre
 (février 2023).
Pour les articles homonymes, voir Côte d'Ambre (homonymie).

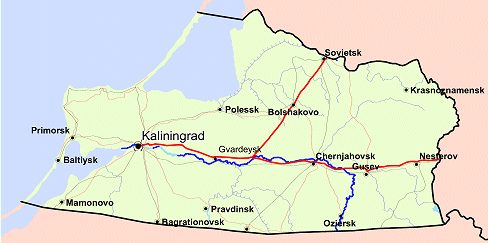
La péninsule de Sambie, la baie de Gdańsk et la lagune de la Vistule ; la zone de la Côte d'Ambre).

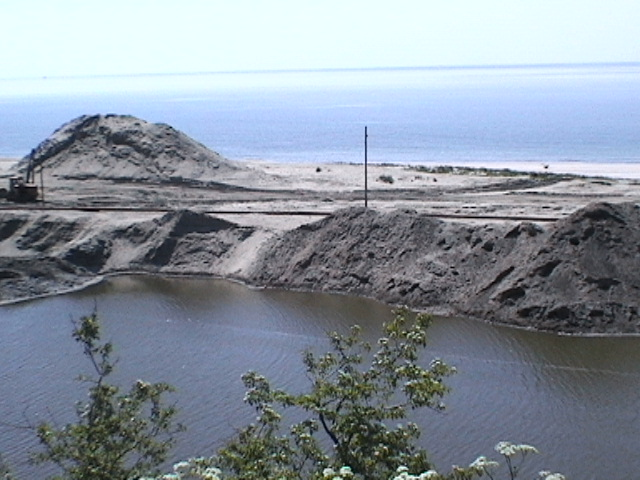
Exploitation à ciel ouvert près de Jantarny (péninsule de Sambie, oblast de Kaliningrad, Russie).

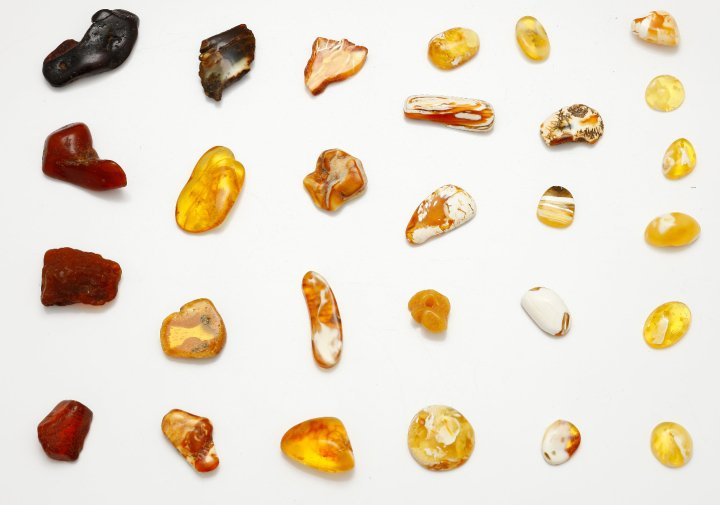
Différentes couleurs d'ambre de la Baltique.

La Côte d'Ambre est le nom donné à une bande côtière de la mer Baltique au nord-ouest de Kaliningrad (Russie, oblast de Kaliningrad, péninsule de Sambie, anciennement nord de la Prusse orientale en Allemagne). Dans cette zone, l'ambre (ambre de la Baltique) est extrait depuis le milieu du XIXe siècle et jusqu'à aujourd'hui dans des mines à ciel ouvert. Deux gisements - Palmnikenskoe et Primorskoe, contenant 80 % des réserves mondiales d'ambre, ont été découverts près de Iantarny sur la côte ouest de la péninsule de Sambie dans les années 1948-1951.

## Histoire
Les scientifiques pensent que l'ambre s'est déposé au cours de l'Éocène supérieur et de l'Oligocène inférieur dans un delta d'un fleuve préhistorique, dans une partie peu profonde d'un bassin marin. En plus de la côte près de Kaliningrad, l'ambre se trouve également ailleurs dans la région de la mer Baltique. Les gisements se trouvent principalement dans la « glauconite de terre bleue », une couche de 1 à 17,5 mètres d'épaisseur trouvée à 25 à 40 mètres de la surface. En plus de la région de Sambie, l'ambre est recueilli en quantités notables sur les plages de la Baltique allemande, polonaise et lituanienne (zones de la baie de Gdańsk ainsi que la lagune de la Vistule), la côte ouest du Danemark et des Îles de la Frise. De petites quantités d'ambre de la Baltique peuvent même être trouvées en dehors de la région de la Baltique, par exemple sur la côte du sud-est de l'Angleterre.
Cependant, environ 90 %, à 98 % de toute la production d'ambre ont été produits dans la région de Sambie (maintenant une enclave russe, anciennement en Prusse orientale et dans la république des Deux-Nations). La région productrice d'ambre sambienne est un carré d'environ 30 à 40 km, bien que les géologues estiment qu'il existe des gisements au-delà de la région des fouilles principales. Une source potentielle d'ambre à proximité est la lagune de Courlande. L'excavation de l'ambre est supervisée par la société russe de l'ambre (Ruskij Jantar),.
La Côte d'Ambre est mentionnée dès Tacite dans son ouvrage Germania,.